# Hochschulchor

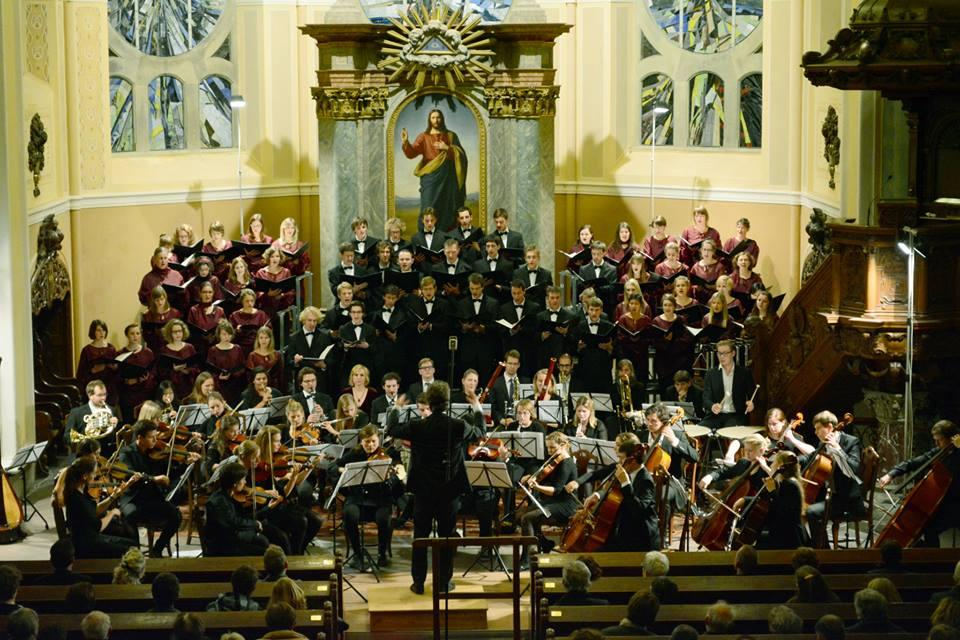
Universitätschor Dresden

Der Hochschulchor ist – wie der Hochschulsport und das Hochschulorchester – eine Einrichtung an Universitäten, Musikhochschulen und Fachhochschulen. Er soll Studierenden die Möglichkeit geben, sich während ihrer Studienzeit musikalisch zu betätigen. Gemeinsam mit den Hochschulorchestern und anderen musikalischen Ensembles verstehen sich die Hochschulchöre als ein Beitrag zur musikalischen Bildung von Studierenden und sind häufig eine Einrichtung des Studium generale. Darüber hinaus fördern sie das soziale und kulturelle Leben an den Hochschulen und leisten mit öffentlichen Konzerten einen Beitrag zu deren repräsentativer Außenwirkung. Sie stehen meist den Studierenden aller Fakultäten zur Verfügung, meist auch den Alumni und anderen Universitätsangehörigen. An älteren Universitäten firmieren die Chöre häufig unter der lateinischen Bezeichnung Collegium musicum vocale und deren Leiter trägt den Titel Universitätsmusikdirektor.

## Aufnahme und Repertoire
Die Chöre sind fast immer gemischte Chöre mit den Stimmlagen Sopran, Alt, Tenor und Bass. Die Anforderungen für eine Aufnahme in den Hochschulchor sind an den verschiedenen Hochschulen sehr unterschiedlich: Manche Chöre verlangen keine Vorkenntnisse und verzichten auf ein Vorsingen. Als entscheidender wird die Freude am Singen angesehen und die Bereitschaft, regelmäßig an den Proben teilzunehmen. Andere erwarten Chorerfahrung, einen sicheren Umgang mit der Stimme oder die Fähigkeit des Vom-Blatt-Singens und testen dies in einem Vorsingen.
Die Universität Wien zeichnet sich durch das ergänzende Angebot zweier Seniorenchöre für Studierende über 55 aus.
Das Repertoire ist meist an der europäischen Kunstmusik orientiert, bezieht dabei auch die Werke der Neuen Musik ein. Es werden sowohl A-cappella-Werke aufgeführt als auch Chorwerke, die etwa vom Hochschulorchester begleitet werden. Seltener ist ein solches Orchester auch in eine gemeinsame Ensemblestruktur integriert (Beispiel Collegium Musicum der Universität Tübingen). An größeren Hochschulen gibt es auch spezielle Chorformationen, wie Madrigalchöre (Beispiel Münster und Madrigalchor der Hochschule für Musik und Theater München), Pop-/Rock- und Jazzchöre (Beispiel Bayreuth), eine Aufteilung in Großen Chor und Kammermusikchor (Beispiel Bremen) oder es werden Werke aus dem Jazz einbezogen (Beispiel Universität Leipzig).

## Liste von Hochschulchören (Auswahl)
Reihenfolge innerhalb der Länder nach Städtenamen

### Deutschland
- Hochschulchor des Collegium musicum Aachen, Leitung Tobias Haussig
- Hochschulchöre der Hochschule für evangelische Kirchenmusik Bayreuth, Leitung Steven Heelein
- Chor der Humboldt-Universität zu Berlin, Leitung Carsten Schultze
- Hochschulchor Bremen, Leitung Friederike Woebcken
- Universitätschor Bielefeld, Leitung Dorothea Schenk
- Universitätschor Chemnitz, Leitung Conrad Seibt
- Universitätschor Clausthal, Leitung Tammo Krüger
- Universitätschor der Technischen Universität Dortmund, Leitung Heinke Kirzinger
- Universitätschor Dresden, Leitung Christiane Büttig
- Unichor Heinrich-Heine-Universität Düsseldorf, Leitung Silke Löhr; Mathias Staut
- Collegium musicum vocale der Goethe-Universität Frankfurt am Main, Leitung Jan Schumacher
- Hochschulchor der Hochschule für Musik und Darstellende Kunst Frankfurt am Main, Leitung Winfried Toll
- Göttinger Universitätschor, Leitung Andreas Jedamzik
- Universitätschor der Ernst-Moritz-Arndt-Universität Greifswald, Leitung Harald Braun
- Universitätschor Halle, Leitung Jens Lorenz; Jens Arndt
- Chor der Leibniz Universität Hannover, Leitung Tabea Fischle
- Universitätschor der Ruprecht-Karls-Universität Heidelberg, Leitung Michael Sekulla
- Studentenchor der Friedrich-Schiller-Universität Jena, Leitung Fabian Pasewald
- Psycho-Chor der Friedrich-Schiller-Universität Jena, Leitung Maximilian Lörzer
- Chor des Collegium musicum der Universität zu Köln, Leitung Michael Ostrzyga
- Leipziger Universitätschor, Leitung David Timm
- Hochschulchor der Johannes Gutenberg-Universität Mainz, Leitung Konrad Georgi
- Universitätschor Mannheim, Leitung Jürgen Weisser
- Chor der Hochschule für München, Leitung Matthias Stoffels
- Universitätschor München, Leitung Verena Holzheu
- Universitätschor Münster, Leitung Marion Wood
- Chöre der Hochschule für Musik Nürnberg, Leitung Alfons Brandl
- Universitätschor Osnabrück Leitung Joachim Siegel
- Hochschulchor UniSono der Universität Paderborn, Leitung Gundula Hense
- Universitätschor der Universität Rostock, Leitung Thomas Koenig
- Soester HochschulChor, Leitung Felix Jensen
- Hochschulchor der Staatlichen Hochschule für Musik Trossingen, Leitung Michael Alber
- Collegium Musicum der Universität Trier, Leitung Mariano Chiacchiarini
- Akademischer Chor des Collegium musicum der Eberhard Karls Universität Tübingen, Camerata Vocalis, Leitung Philipp Amelung
- Hochschulchor der Westsächsischen Hochschule Zwickau, Leitung Igor Solovyev
- Chor der Uni Witten/Herdecke Leitung Ingo Ernst Reihl

### Niederlande
- Studentenkoor Amsterdam, Leitung Servaas Schreuders
- Nijmeegs Studentenkoor Alphons Diepenbrock, Leitung Hans de Wilde

### Österreich
- Grazer Universitätschor, Leitung Matthias Unterkofler
- Universitätschor Innsbruck, Leitung Geord Weiß
- Universitätschor Salzburg, Leitung Albert Anglberger
- Chöre der Universität Wien, Leitung Vijay Upadhyaya
- Chor der Technischen Universität Wien, Leitung Andreas Ipp

### Russland
- Moskauer Kathedralchor, Leitung Nikolay Azarov

### Schweiz
- Chor der Universität Basel, Leitung Olga Pavlu
- Unichor Luzern, Leitung Andrew Dunscombe

## Zur Unterscheidung
Akademischer Gesangverein